# Кузедеєвське сільське поселення
Кузеде́євське сільське поселення (рос. Кузедеевское сельское поселение) — сільське поселення у складі Новокузнецького району Кемеровської області Росії.
Адміністративний центр — селище Кузедеєво.

## Історія
Станом на 2002 рік існували Кузедеєвська селищна рада (смт Кузедеєво, присілок Крута, селища Балластний Кар'єр, Гавриловка, Кур'я, Новостройка, Осман, Підстрілка, Усть-Тала, Шартонка), Бенжерепська сільська рада (села Бенжереп 1-й, Шарово, селища Кандалеп, Кілінськ, Мунай, Урнас, Юла), Лисинська сільська рада (села Велика Сулага, Лис) та Сари-Чумиська сільська рада (села Бенжереп 2-й, Сари-Чумиш).
2013 року ліквідоване Сари-Чумиське сільське поселення (села Бенжереп 1-й, Бенжереп 2-й, Сари-Чумиш, Шарово, селища Кандалеп, Кілінськ, Мунай, Урнас, Юла), територія увійшла до складу Кузедеєвського сільського поселення.

## Населення
Населення — 5453 особи (2019; 5639 в 2010).

## Склад
До складу поселення входять:
| Населений пункт           | Населення, осіб (2002) | Населення, осіб (2010) |
| ------------------------- | ---------------------- | ---------------------- |
| Балластний Кар'єр, селище | 0                      | 0                      |
| Бенжереп 1-й, село        | 504                    | 498                    |
| Бенжереп 2-й, село        | 190                    | 172                    |
| Велика Сулага, село       | 24                     | 3                      |
| Гавриловка, селище        | 81                     | 87                     |
| Кандалеп, селище          | 173                    | 170                    |
| Кілінськ, селище          | 4                      | 2                      |
| Крута, присілок           | 12                     | 16                     |
| Кузедеєво, селище         | 3536                   | 3609                   |
| Кур'я, селище             | 8                      | 9                      |
| Лис, село                 | 357                    | 314                    |
| Мунай, селище             | 118                    | 92                     |
| Новостройка, селище       | 0                      | 2                      |
| Осман, селище             | 70                     | 84                     |
| Підстрілка, селище        | 18                     | 15                     |
| Сари-Чумиш, село          | 576                    | 514                    |
| Урнас, селище             | 14                     | 8                      |
| Усть-Тала, селище         | 5                      | 3                      |
| Шарово, село              | 4                      | 2                      |
| Шартонка, селище          | 32                     | 23                     |
| Юла, селище               | 20                     | 16                     |